# Гай Фурій Сабін Аквіла Тімесіфей
Гай фурій Сабін Аквіла Тімесіфей (лат. Gaius Furius Sabinius Aquila Timesitheus) — римський державний діяч середини III століття.

## Біографія
Тімесіфей, можливо, був анатолійцем за походженням і належав до прошарку вершників. Він пройшов весь cursus honorum, заслуговуючи авторитет, при імператорах Геліогабала і Олександра Севера. При них він був: прокуратором Лугдунської Галлії і Аквітанії, прокуратором Азії, президом Кам'янистої Аравії, префектом когорти в Іспанії. За правління Максиміна Фракійця в кар'єрі Тімесіфея настала перерва.
У 241 році він досяг вершини своєї кар'єри, коли новий імператор Гордіан III призначив його префектом преторія. Незабаром Тімесіфей став при молодому Гордіану фактичним регентом. Його вплив ще більше збільшився після одруження імператора з дочкою Тімесіфея Фурії Сабінії Транквіліні. Політика Тімесіфея полягала в наступному: відновлення переваги імператора над сенатом, відновлення втрачених міст на Сході.
У 242 році імператор Гордіан почав похід на Персію. Кампанія була повністю підготовлена Тімесіфеєм. Він відбирав для цієї кампанії найдосвідченіших воєначальників. Перед від'їздом на Схід Тімесіфей реорганізував армію, яка захищала Африку, потім залагодив проблеми на дунайському кордоні. Римська армія на чолі з Гордіаном підійшла до Антіохії, потім перетнула Євфрат. До складу Римської імперії повернулися такі міста, як Харан і Едеса. Під час битви при Ресаєні перський цар Шапур I був розбитий. Потім були взяті Сингара і Нусайбін. Тімесіфей планував штурмувати столицю персів Ктесифон, але в цей момент він помер від хвороби в 243 році.